# 何占豪
何占豪（1933年8月29日—），浙江诸暨人，中國音乐家。

## 生平
出生於浙江諸暨何家山头村的農民家庭，父為紹興劇演員，自幼受越劇迷的祖母影響，愛好越劇。毕业于浙江省杭州高级中学。1950年考入浙江省文工團，工作包括唱歌、跳舞、演戲。1952年加入浙江省越劇團樂隊，任揚琴、月琴演奏員，開始學習小提琴。1957年在第2屆浙江省戲曲會演獲樂師獎，1957年考入上海音樂學院小提琴专业，後轉入作曲系，從師丁善德，畢業後留校任教。在校期间，與丁芷諾、俞麗拿等同學成立了「小提琴民族化實驗小組」，欲創作受大眾歡迎而富民族風格的小提琴作品。1959年，與陳鋼合作創作小提琴協奏曲《梁山伯與祝英台》。後來改編過琵琶、古箏、二胡、高胡、革胡及鋼琴的五重奏版本。他的主要作品有弦樂四重奏《烈士日記》、交響詩 《龍華塔》等。现任上海音乐学院教授，上海音乐家协会副主席。2019年，獲得第七届上海文学艺术奖终身成就奖。

## 音樂作品
- 小提琴協奏曲
  - 《梁山伯與祝英台》（1980年代改編有高胡、二胡、琵琶、古箏協奏曲）
- 弦樂四重奏
  - 《烈士日記》
- 弦樂與合唱
  - 《决不忘記過去》
- 交響詩
  - 《龍華塔》
- 二胡協奏曲
  - 《莫愁女幻想曲》（《第1二胡協奏曲》）
  - 《亂世情侶》（《第2二胡協奏曲》）
  - 《別亦難》（《第3二胡協奏曲》）
  - 《蝶戀花》（《第4二胡協奏曲》）
- 民族管弦樂
  - 《伊犁河畔》
  - 《節日賽馬》
- 古箏協奏曲
  - 《孔雀東南飛》
  - 《臨安遺恨》
  - 《西楚霸王》
  - 《陸游與唐婉》
- 古箏獨奏曲
  - 《茉莉芬芳》
  - 《姐妹歌》